# Liste des édifices labellisés « Patrimoine du XXe siècle » du Gard

Cet article recense les monuments historiques protégé au titre du Patrimoine du XXe siècle du département du Gard, en France.

## Statistiques
Au 31 décembre 2014, le Gard compte 33 immeubles protégés du patrimoine du XXe siècle.

## Liste
| Monument                                         | Commune                 | Adresse                                             | Coordonnées                      | Notice         | Protection     | Date      | Illustration                                     |
| ------------------------------------------------ | ----------------------- | --------------------------------------------------- | -------------------------------- | -------------- | -------------- | --------- | ------------------------------------------------ |
| Maison Moulin d'Aigues-Mortes                    | Aigues-Mortes           | 27 rue Rouget de Lisle                              | 43° 33′ 51″ nord, 4° 11′ 32″ est | « EA30000003 » |                |           | Image manquante Téléverser                       |
| Cave coopérative d'Aigues-Vives                  | Aigues-Vives            | 695 route de la Gare                                | 43° 43′ 59″ nord, 4° 11′ 05″ est | « EA30000014 » |                |           | Image manquante Téléverser                       |
| Domaine de Castille                              | Argilliers              | Chemin du Château                                   | 43° 58′ 26″ nord, 4° 29′ 54″ est | « PA00102961 » | Classé Inscrit | 1983 2006 | Domaine de Castille                              |
| Ancienne Cave coopérative d'Aubais               | Aubais                  | chemin de Junas                                     | 43° 43′ 59″ nord, 4° 11′ 05″ est | « EA30000015 » |                |           | Image manquante Téléverser                       |
| Cité des Escanaux                                | Bagnols-sur-Cèze        | avenue de la Mayre ; avenue Marc-Sangnier           | 44° 09′ 20″ nord, 4° 37′ 02″ est | « EA30000024 » |                |           | Image manquante Téléverser                       |
| Cité du Bosquet                                  | Bagnols-sur-Cèze        | avenue de la Mayre ; allée du Romarin               | 44° 09′ 33″ nord, 4° 37′ 28″ est | « EA30000025 » |                |           | Image manquante Téléverser                       |
| Villa Paule Pascal                               | Bouillargues            | chemin des canaux                                   | à géolocaliser                   | « EA30000004 » |                |           | Image manquante Téléverser                       |
| Cave coopérative de Canaules                     | Canaules-et-Argentières | route de Durfort                                    | 43° 58′ 51″ nord, 4° 02′ 39″ est | « EA30000016 » |                |           | Image manquante Téléverser                       |
| Ancienne Cave coopérative de Domessargues        | Domessargues            |                                                     | à géolocaliser                   | « EA30000017 » |                |           | Image manquante Téléverser                       |
| Puits Ricard                                     | La Grand-Combe          |                                                     | 44° 12′ 40″ nord, 4° 01′ 46″ est | « PA30000072 » | inscrit        | 2008      | Puits Ricard                                     |
| Villa solaire Gosselin                           | Ledenon                 | chemin des Grandes-Vignes                           | 43° 54′ 26″ nord, 4° 31′ 28″ est | « PA30000083 » | inscrit        | 2011      | Image manquante Téléverser                       |
| Villa Costabel                                   | Milhaud                 | rue du Moulin à Vent                                | 43° 47′ 39″ nord, 4° 18′ 30″ est | « EA30000006 » |                |           | Image manquante Téléverser                       |
| Atelier Pellier                                  | Nîmes                   | 3 rue Adrien                                        | 43° 50′ 22″ nord, 4° 21′ 10″ est | « EA30000008 » |                |           | Image manquante Téléverser                       |
| Cinéma-théâtre le Colisée (ancien)               | Nîmes                   | angle boulevard Amiral Courbet & place Gabriel Péri | 43° 50′ 19″ nord, 4° 21′ 49″ est | « PA30000118 » | Inscrit        | 2015      | Cinéma-théâtre le Colisée (ancien)               |
| Maison Pellier                                   | Nîmes                   | 2 bis rue Agrippa                                   | 43° 50′ 21″ nord, 4° 21′ 09″ est | « EA30000007 » |                |           | Image manquante Téléverser                       |
| Église Notre-Dame-du-Suffrage-et-Saint-Dominique | Nîmes                   | 300 rue Bir-Hakeim                                  | 43° 50′ 31″ nord, 4° 23′ 08″ est | « PA30000043 » | inscrit        | 2002      | Église Notre-Dame-du-Suffrage-et-Saint-Dominique |
| Hôtel Colomb de Daunant, ex-hôtel Foulc          | Nîmes                   | 10 rue Briçonnet                                    | 43° 50′ 08″ nord, 4° 22′ 08″ est | « PA30000080 » | inscrit        | 2010      | Hôtel Colomb de Daunant, ex-hôtel Foulc          |
| Hôtel Milliarède                                 | Nîmes                   | 31 avenue Carnot                                    | 43° 50′ 04″ nord, 4° 22′ 02″ est | « PA30000069 » | inscrit        | 2007      | Hôtel Milliarède                                 |
| villa Roche                                      | Nîmes                   | 62 impasse du Château Silhol                        | 43° 50′ 42″ nord, 4° 21′ 51″ est | « PA30000087 » | inscrit        | 2011      | Image manquante Téléverser                       |
| Maison des compagnons                            | Nîmes                   | 3 chemin du Compagnon                               | 43° 49′ 22″ nord, 4° 19′ 38″ est | « EA30000010 » |                |           | Image manquante Téléverser                       |
| Lycée technologique régional Dhuoda              | Nîmes                   | 17 rue Dhuoda                                       | 43° 49′ 38″ nord, 4° 21′ 23″ est | « PA30000041 » | inscrit        | 2002      | Lycée technologique régional Dhuoda              |
| Immeuble de Logement social Nemausus             | Nîmes                   | 1 rue du Général-Leclerc                            | 43° 50′ 00″ nord, 4° 22′ 05″ est | « EA30000001 » |                |           | Image manquante Téléverser                       |
| Immeuble de rapport Augière                      | Nîmes                   | 17 boulevard Talabot                                | 43° 50′ 14″ nord, 4° 22′ 19″ est | « EA30000002 » |                |           | Image manquante Téléverser                       |
| Villa Serres                                     | Nîmes                   | 571 chemin de la Tuilerie                           | 43° 55′ 30″ nord, 4° 16′ 14″ est | « EA30000012 » |                |           | Image manquante Téléverser                       |
| Villa Comte                                      | Nîmes                   | 571 chemin de la Tuilerie                           | 43° 55′ 30″ nord, 4° 16′ 14″ est | « EA30000011 » |                |           | Image manquante Téléverser                       |
| Cave coopérative la Grappe cévenole              | Saint-Christol-lès-Alès | 542 avenue Campello                                 | 44° 04′ 53″ nord, 4° 04′ 12″ est | « EA30000019 » |                |           | Image manquante Téléverser                       |
| Cave coopérative de Saint-Théodorit              | Saint-Théodorit         | route de Quissac                                    | 43° 56′ 34″ nord, 4° 04′ 55″ est | « PA30000104 » | inscrit        | 2013      | Image manquante Téléverser                       |
| Cave coopérative de Souvignargues                | Souvignargues           | 83 route de Sommières                               | 43° 48′ 39″ nord, 4° 07′ 19″ est | « EA30000018 » |                |           | Image manquante Téléverser                       |
| cave coopérative les Vignerons de Tavel          | Tavel                   | route de la Commanderie                             | 44° 00′ 39″ nord, 4° 42′ 32″ est | « PA30000105 » | inscrit        | 2013      | cave coopérative les Vignerons de Tavel          |
| Cave coopérative de Gallician                    | Vauvert                 | 128 avenue des Costières                            | 43° 38′ 36″ nord, 4° 17′ 48″ est | « EA30000022 » |                |           | Cave coopérative de Gallician                    |
| Foyer municipal de Gallician                     | Vauvert                 | route des Etangs                                    | 43° 38′ 26″ nord, 4° 17′ 53″ est | « EA30000013 » |                |           | Image manquante Téléverser                       |
| Cave coopérative de Vergèze                      | Vergèze                 | 561 avenue Emile Jamais                             | 43° 44′ 04″ nord, 4° 13′ 12″ est | « EA30000023 » |                |           | Image manquante Téléverser                       |
| Château de Mareilles                             | Le Vigan                | rue de Mareilles                                    | 43° 59′ 38″ nord, 3° 36′ 30″ est | « PA30000120 » | Inscrit        | 2015      | Image manquante Téléverser                       |